# Huajnan
Huajnan (kínaiul 淮南, pinjin: Huáinán) prefektúra szintű város Kínában, Anhuj tartományban. Lakosainak száma 3 033 528 fő (2020).

## Népesség
| 2010 | 2 333 896 |
| 2020 | 3 033 528 |